# Kalliosaari (ö i Saarijärvi, Saarinensjö)
Kalliosaari är en ö i Saarinensjö i Finland. Den ligger i sjön Saarinen och i kommunen Saarijärvi i den ekonomiska regionen  Saarijärvi-Viitasaari och landskapet Mellersta Finland, i den centrala delen av landet, 290 km norr om huvudstaden Helsingfors. Öns area är 0,4 hektar och dess största längd är 80 meter i nord-sydlig riktning.